# Elsa Ericson (konstnär, 1920–2007)
Elsa Ericson, född 23 april 1920 i Edsbergs församling i Örebro län, död 6 mars 2007 i Örebro, var en svensk textilkonstnär och målare. 
Ericson var som konstnär autodidakt. Hennes konst är naivistisk med starka exotiska färger i tempera ofta med fågelmotiv. Tillsammans med Maria Lindberg har hon arbetat med applikationer för offentlig miljö. Hon tillhör konstnärsgruppen Fem Målarinnor. Hon blev Örebros Kulturstipendiat 1975.
Bland hennes offentliga arbeten märks utsmyckningen för Ökna skola och Medborgarhuset i Örebro.
Ericson är representerad vid Örebro läns museum, Örebro kommun, Örebro läns landsting, Sjukhusroteln i Stockholm och Kulturroteln i Stockholm.